# Ctenotus decaneurus
Espèce
Ctenotus decaneurus est une espèce de sauriens de la famille des Scincidae.

## Répartition
Cette espèce est endémique d'Australie. Elle se rencontre dans le nord de l'Australie-Occidentale, dans le Territoire du Nord et dans l'ouest du Queensland.

## Liste des sous-espèces
Selon The Reptile Database (7 septembre 2012) :
- Ctenotus decaneurus decaneurus Storr, 1970
- Ctenotus decaneurus yampiensis Storr, 1975

## Publications originales
- Storr, 1970 : The genus Ctenotus (Lacertilia: Scincidae) in the Northern Territory. Journal and proceedings of the Royal Society of Western Australia, vol. 52, p. 97-108.
- Storr, 1975 : The genus Ctenotus (Lacertilia: Scincidae) in the Kimberley and North-west Divisions of Western Australia. Records of the Western Australian Museum, vol. 3, no 3, p. 209-243 (texte intégral).